# Dezurbanizacja
Dezurbanizacja – proces polegający na spadku liczby ludności miast w obszarach metropolitalnych oraz aglomeracjach, któremu towarzyszy rozwój oddalonych od nich małych miast.
W demograficzno-strukturalnym modelu cyklu życia miejskiego Leo van den Berga dezurbanizacja jest fazą w rozwoju miasta następującą po suburbanizacji i poprzedzająca reurbanizację. Początkowo jest to dezurbanizacja relatywna, podczas której wrasta liczba ludności na peryferiach, ale wolniej w stosunku do spadku liczby ludności w centrum, a następnie dochodzi do dezurbanizacji absolutnej, podczas której również na przedmieściach i w całym obszarze metropolitalnym następuje wyludnienie.
W koncepcji ewolucji miast Petera Halla dezurbanizacja występuje wraz z fazą dezindustrializacji.